# Wołyń (Kołaczkowice)
Wołyń – część wsi Kołaczkowice w Polsce, położona w województwie świętokrzyskim, w powiecie buskim, w gminie Busko-Zdrój.
W latach 1975–1998 Wołyń administracyjnie należał do województwa kieleckiego.